# 鬱金香狂熱

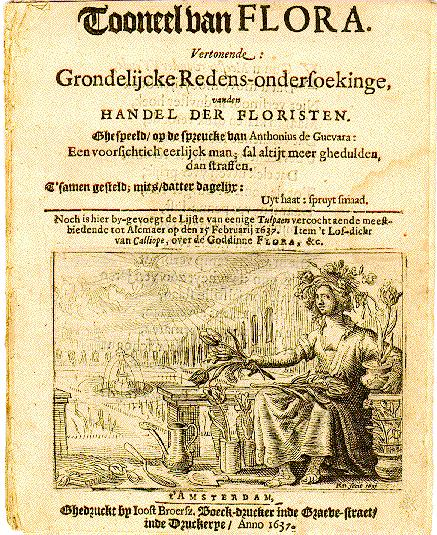
對鬱金香狂熱批判的宣傳手冊（1637年出版）

鬱金香狂熱1637年发生在荷蘭，是世界上最早的泡沫經濟事件。當時由引進的鬱金香球根異常地吸引大眾搶購，導致價格瘋狂飆高，然而在泡沫化過後，價格僅剩下高峰時的百分之一，讓荷蘭各大都市陷入混亂。這次事件和英國的南海泡沫事件以及法國的密西西比公司並稱為近代歐洲三大泡沫事件。2020年代起隨著比特幣價格飆升，有人将比特幣熱潮類比作鬱金香狂熱。

## 狂熱的來由

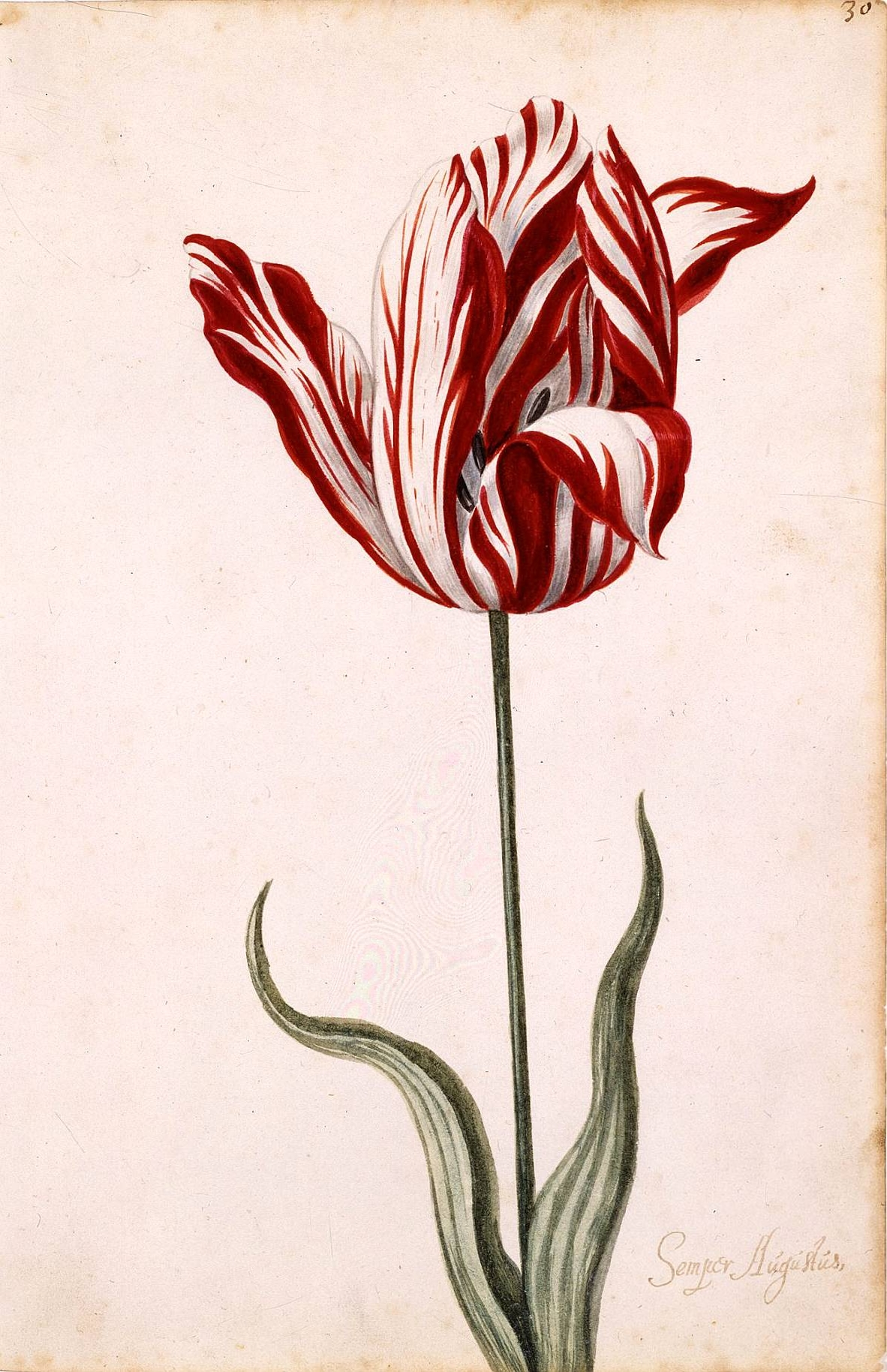
17世紀時描繪鬱金香的水彩畫，此鬱金香因被鬱金香條斑病毒感染而具白色條紋

「鬱金香狂熱」由何而來迄今沒有定論，之後有人提出這是因為民眾的貪婪和瘋狂所偶發的事件，也有人說價格大幅波動是一般市場機制使然。當時荷蘭是經濟大國，也是引發熱潮和泡沫化的旗手，但處於下等階層的民眾，則過着貧窮的生活苟延度日。
當時的北部七省因為對抗西班牙勝利，在17世紀初取得了實質上的獨立，自此荷蘭一躍成為了海上帝國君臨歐洲。又從葡萄牙手中奪取了香料貿易生意，再加上中歐身處三十年戰爭的陰霾下，讓商業活動都集中在了阿姆斯特丹，同時荷屬東印度公司經營巴達維亞也取得了相當可觀的利益。在這樣的时代背景下，使得荷蘭有着當時最高的收入水準，連海外的美術品也都集中在荷蘭。另一方面來說，荷兰的物價也比其他的地區來得高，一个工匠的年收入推算約250荷蘭盾，這个數字只夠讓一家四人餬口。普通劳动者在泡沫經濟的時候，把家裡面所有的財物如家畜、生財用的工具都拿去變賣換現。

## 傳銷到荷蘭
鬱金香的發祥地據說是天山山脈，鄂圖曼土耳其帝國擴張勢力之後，發現了鬱金香且對它着迷。之後土耳其人攻陷了君士坦丁堡（今伊斯坦堡）後建造了莊嚴的宮殿，在當地開始栽培數種鬱金香並且進行品種改良，之後鬱金香在服飾和繪畫上面出現。16世紀的時候郁金香經由商人在歐洲各地廣為流傳。
經由植物學家卡罗卢斯·克卢修斯的研究，讓人們對擁有龐大品種和系列的鬱金香開始有所了解。庫希烏斯在德國法蘭克福進行球根植物的詳細研究，1593年把多種鬱金香球莖帶到萊頓大學繼續研究和栽培，這時候鬱金香開始傳入荷蘭。庫希烏斯的研究中發現了一種突變，後世稱為鬱金香雜色病，出現雜色病的球根會開出美麗條紋圖樣的花。這种病的来源在20世紀的時候才被解開，根源是郁金香球莖被鬱金香條斑病毒感染。

## 鬱金香的特性
鬱金香是一种難以短時間大量繁殖的植物，因此造成了“郁金香狂热”中的缺貨狀態因而變得高價。鬱金香有兩種培養方法，一种是由種子開始培育，另外一种是由母球根複製出子球根。前一种方法經由雜交可能會產生新種的鬱金香，但是到開花要歷經3至7年的時間。后一种方法從母球根來培養当年即可開花，一個母球根約可產生2至3個子球根，子球根要成長到母球根也要花一點時間，此外不發芽的種子和母球根數量也不少。基於以上的理由，鬱金香的培育速度無法趕上突然擴大的需求量。

## 狂熱的爆發
郁金香狂熱潮可以分成三個階段：第一階段是供求不平衡而變得高價，第二階段是投機者開始進入市場，第三階段則是捲入了缺乏資本的平民。到了第三階段之後開始泡沫化，價格暴跌導致市場上一片混亂。

### 植物愛好者
1610年代，最初被鬱金香的美麗所吸引的是手頭寬裕的植物愛好者，因為鬱金香的球根一開始就是高價的商品。之後藉由這些園藝家和愛好者自己試着改良品種，產生了許多有名的品種，其中有名的高級品種包括「里弗金提督」（Admiral Liefken）、「水師提督艾克」（Admiral Von der Eyk）、「總督」（Viceroy）、「大元帥」（Generalissimo）等，此外還有一個讓愛好者讚不絕口的品种，是因病變而產生的紫－白色條紋的「永远的皇帝」（Semper Augustus）。
雖然單色的品種價格較為便宜，但是也要1,000荷蘭盾以上，隨着廣受大眾的喜愛價格更為提升。
此外在畫家伦勃朗的名作「尼古拉斯·杜爾博士的解剖學課」中，畫中的主角尼可拉·杜勒普原名查理·比得茲（C.Pietersz）醫生，這位醫生就是因為迷戀鬱金香而在1621年改名為尼可拉·杜勒普，其中杜勒普即是鬱金香的荷蘭語。

### 投機分子的加入
在約1634年左右，鬱金香的大受歡迎引起了投機分子的目光，他們對於栽培鬱金香或是賞花並沒有興趣，只是為了哄抬價格取得利潤。此時鬱金香受歡迎的風氣從萊頓傳到阿姆斯特丹、哈勒姆等城市，需求量日漸擴大。這些投機分子有計劃地行動，有人因此一掷千金，當時甚至還有过一個高級品種的球根交換了一座宅邸的紀錄。
當時鬱金香的高價可以從購買的單位看出，高級的品種用秤重的方式，以一個叫做aas（1 aas=0.05克）的單位來計價。次級的品種則用個來計算，再次級的則用袋裝的方式來販售。
在M.戴許所著的《鬱金香狂熱》一書中有以下的描述：「1636年，一棵價值三千荷蘭盾的鬱金香，可以交換八隻肥豬、四隻肥公牛、兩噸奶油、一千磅乳酪、一個銀製杯子、一包衣服、一張附有床墊的床外加一條船。」
這個時候鬱金香的交易以球根的現貨來買賣，所以交易主要在冬天進行。但是鬱金香是如此受歡迎，因此無論什麼季節都有交易的需求。

### 大眾普及化
鬱金香交易在短時間内讓人一掷千金的傳言在工匠和農民之間廣為流傳，吸引他們進入這個交易市場，他們原本沒有資金，所以仅從買得起的程度開始進行，使得非頂級的品種價格也開始抬升，漸漸出現因轉賣而取得利益的民众。市場的交易模式至此也開始改變，開始出現全年交易和引進了期貨交易制度。
這種交易的模式並非前往正式的證券交易所，而是前往酒店。交易也不需要使用現金或是現貨的球根，而是提出一份諸如「明年四月支付」、「那時候會交付球根」的票據，或是加上少許的預付款即可完成交易。這個預付款也並非限定只能使用現金，像是家畜或是家具只要可以換錢的東西都可以抵用。因此這樣的票據轉過數手後出現了連誰是債權人誰是債務人都不知道的情況。這種預付的制度也吸引了原本完全沒有資金的投機者參加，像是麵包師傅到農民都加入這個市場，因此需求量再次膨脹，就算是原本便宜的品種也飛漲。但是隨着價格飛漲，原本最初的買家也就是愛好植物的人開始變得不買，特別是民眾交易的低價球根，愛好者也看不上眼。

### 泡沫的瓦解
1637年2月初，價格突然暴跌。與其說是暴跌不如說是找不到買家，因為票據無法兌現，導致無法付出貨款却又背負債務的人據說達到3,000人。荷蘭各都市陷入混亂，其中有人還同時身兼債權和債務人。雖然有人興訴，但是在債務人明顯沒有償還能力的情況下，事情無法尋得解決的途徑。
情況最後震動了議會和市政府展開行動，并最终作出了「在調查結束之前保留鬱金香的交易」的決定。這個決定使得票據失效，简单粗暴而又迅速的把問題解決了，留下少數的破產者和暴發戶，鬱金香狂熱時代就此結束。

## 影響
鬱金香泡沫經濟的瓦解，對於經濟和之後的荷蘭歷史如同蜻蜓點水一般，幾乎沒有留下任何的影響。雖然植物愛好者繼續追求高價的鬱金香，但是在史料上并沒看到對於其他產業的打擊，有較大影響的是在精神文化的層面。
以簡約和儉約為主旨的喀爾文派新教道德觀重新復出，教會出版對於參加鬱金香交易者嚴格批判的宣傳手冊。鬱金香被喻為羅馬神話的芙蘿拉女神，用以批判那些人為「供奉貪慾芙蘿拉的愚者們」。1637年的報紙也刊登了多張諷刺畫調侃這些投機者，其中最有名的包括「愚人的花車（Floraes Mallewage）」、「瘋人帽之花（Floraes Gek-kap）」等。事件之後荷蘭人一度厭惡鬱金香，這狂潮也被視為一個教訓傳承下去。

## 歷史學上的分析
鬱金香泡沫經濟的相關著作除了大仲馬的小說《黑色鬱金香》（La Tulipe noire）和繪畫作品之外，幾乎沒有歷史學觀點上的研究。後來經由蘇格蘭人查爾斯·麥凱在1841年寫成的著作《異常流行幻象群眾瘋狂》介紹給全世界，該書後來被金融時報評選為十大投資經典之一，該作品中将鬱金香的泡沫化描述成“大眾的集體瘋狂而引發的醜聞”。直到近年，麥凱所描述的泡沫化景象為世人大致接受，但是E.A.湯普遜（E.A. Thompson）和J.托沙德（J. Treussard）認為當時不止鬱金香，其他的物價也不安定，以群眾的瘋狂來解釋事件是不對的，相關的研究最近開始陆续出现。